# Philibert de Savoie-Gênes
Philibert de Savoie-Gênes (en italien : Filiberto Lodovico Massimiliano Emanuele Maria di Savoia-Genova), né à Turin, le 10 mars 1895 et mort à Lausanne, le 7 septembre 1990, est un membre de la maison de Savoie, appartenant à la branche de Savoie-Gênes, et un général italien.
Dans l'entre-deux-guerres il est souvent cité comme duc de Pistoia, titre qu'il a reçu ad personam le 22 septembre 1904.

## Biographie

### Famille
Philibert de Savoie-Gênes, né à Turin en 1895, est le second fils de Thomas de Savoie-Gênes et d'Élisabeth de Bavière. Son père est le petit-fils de Charles-Albert de Sardaigne et du roi Jean Ier de Saxe. Sa mère est une petite-fille de Louis Ier de Bavière et arrière-petite-fille de Charles IV d'Espagne et de François Ier des Deux-Siciles.
Le couple a cinq autres enfants : Ferdinand (1884-1963), Marie Bonne de Savoie-Gênes (1896-1971), Adalbert de Savoie-Gênes (1898-1982), Marie-Adélaïde (1904-1979) et Eugène de Savoie-Gênes (1906-1996). Le 22 septembre 1904, le roi Victor-Emmanuel III lui confère le titre de duc de Pistoia.

### Carrière militaire
Il participe à la Première Guerre mondiale dans le 1er régiment "Nizza Cavalleria" et participe à quelques combats à Monfalcone et sur l'Isonzo. Le 4 novembre 1918, avec un escadron de son régiment, il est parmi les premiers à entrer dans la ville de Trente.
Après la guerre, il s'installe à Bolzano dans le but d'augmenter le sentiment d'unité nationale au sein de la population. Le 30 avril 1928 il épouse à Turin Lydia d'Arenberg (it) (1905-1977), la fille d'Engelbert-Marie d'Arenberg et d'Hedwige de Ligne. Le couple n'a pas d'enfants. Par la suite, sa carrière militaire a lieu entre l'Italie et l'Éthiopie:
- 1929 : promotion de colonel.
- 1932-1933 : commandant de 232e régiment d'infanterie.
- 1933-1934 : commandant de la 11e brigade d'infanterie.
- 1934 : promotion au grade de général de brigade.
- 1935-1937 : commandant général de la 1re division CC.NN. "23 mars" de la MVSN (en Éthiopie).
- 1936 : promotion de général de division.
- 1937-1938 : général commandant la 11e division d'infanterie "Brenner".
- 1938-1939 : général commandant les troupes alpines.
- 1940 : général commandant la 7e armée.
- 1942 : inspecteur des troupes mobiles.

Sa division est la première à hisser le drapeau italien sur la Amba Aradam, opération qui lui vaut une médaille d'argent de la valeur militaire et le titre de chevalier de l'ordre militaire de Savoie.
Durant la période du fascisme, l'OVRA constitue un dossier concernant son homosexualité.

### Des couronnes potentielles
En 1941, lorsque Ante Pavelić offre à la maison de Savoie la couronne du nouvel État indépendant de Croatie, le roi Victor-Emmanuel III regarde qui dans les branches de Savoie-Aoste et Savoie-Gênes pourrait devenir le nouveau roi de Croatie.
Après que Victor-Emmanuel III a écarté Amédée de Savoie-Aoste (prisonnier des britanniques en Afrique), Victor-Emmanuel de Savoie-Aoste (personne âgée, célibataire et sans enfants) et Ferdinand de Savoie-Gênes (âgé et sans enfants), Galeazzo Ciano note dans son journal : "Dans les conditions actuelles, tout ce qui reste est de choisir entre le duc de Spolète et le duc de Pistoia. Le roi est en faveur du premier candidat pour des raisons de prouesses physiques et même, jusqu'à un certain point, de capacité intellectuelle". Finalement, la couronne est confiée au duc de Spolète.
Après l'invasion de la France en 1940 et l'occupation de Nice en 1942, le gouvernement italien pense à la reconstitution de l'ancien comté de Nice, sur lequel aurait dû régner Philibert. Le projet, cependant, n'a aucun résultat.

### Dernières années et mort
À la suite de la naissance de la République italienne en 1946, Philibert et Lydia d'Arenberg s'installent à Lausanne, en Suisse, dans une propriété de Lydia. Après quelques années, cependant, ils se séparent. De retour en Italie, Philibert vit trente ans à l'Hôtel Ligure, place Carlo-Felice à Turin avec son jeune frère Adalbert, duc de Bergame. En 1963, après la mort de son frère aîné Ferdinand, mort sans héritiers, Philibert prend le titre de 4e duc de Gênes.
En 1981, à la suite de la fermeture de l'hôtel dans lequel il réside, il s'installe à l'Hôtel Concorde, via Lagrange, et retourne ensuite à Lausanne où il s'installe dans la maison que lui a léguée sa femme, Lydia, morte en 1977. Il est mort en 1990 et est enterré dans la crypte royale de la basilique de Superga, sur les collines de Turin. N'ayant pas eu d'enfant, c'est son frère cadet Eugène qui lui succède comme duc de Gênes.

## Publications
Philibert de Savoie-Gênes est l'auteur de deux livres :
- La première division des Chemises Noires "23 mars" - "Implacable", Milano, Bompiani, 1938[14].
- Notre guerre. Discours prononcé par son altesse royale la Filiberto de Savoie-Gênes, duc de Pistoia, Turin, Montrucchio, 1940[15].

## Honneurs
Philibert de Savoie-Gênes a reçu les ordres suivants :
- Chevalier de l'ordre suprême de la Très Sainte Annonciade (1916)[16] ;
- Chevalier de l'ordre de la Couronne d'Italie ;
- Médaille de la valeur militaire (Italie) ;
- Chevalier grand-croix de justice de l'ordre sacré et militaire constantinien de Saint-Georges ;
- Bailli grand-croix d'honneur et de dévotion de l'ordre souverain de Malte ;
- Chevalier de l'ordre de Saint-Hubert (Bavière) ;
- Chevalier de l'ordre de l'Aigle noir (Prusse) ;
- Chevalier de l'ordre des Séraphins (Suède).

## Ascendance
|  |                                                   |  |  |  |  |  |  |  |  |  |  |  |  |
|  | 8. Charles-Albert (roi de Sardaigne)              |  |  |  |  |  |  |  |  |  |  |  |  |
|  |                                                   |  |  |  |  |  |  |  |  |  |  |  |  |
|  |                                                   |  |  |  |  |  |  |  |  |  |  |  |  |
|  | 4. Ferdinand de Savoie                            |  |  |  |  |  |  |  |  |  |  |  |  |
|  |                                                   |  |  |  |  |  |  |  |  |  |  |  |  |
|  |                                                   |  |  |  |  |  |  |  |  |  |  |  |  |
|  | 9. Marie-Thérèse de Habsbourg-Toscane (1801-1855) |  |  |  |  |  |  |  |  |  |  |  |  |
|  |                                                   |  |  |  |  |  |  |  |  |  |  |  |  |
|  |                                                   |  |  |  |  |  |  |  |  |  |  |  |  |
|  | 2. Thomas de Savoie-Gênes                         |  |  |  |  |  |  |  |  |  |  |  |  |
|  |                                                   |  |  |  |  |  |  |  |  |  |  |  |  |
|  |                                                   |  |  |  |  |  |  |  |  |  |  |  |  |
|  | 10. Jean Ier (roi de Saxe)                        |  |  |  |  |  |  |  |  |  |  |  |  |
|  |                                                   |  |  |  |  |  |  |  |  |  |  |  |  |
|  |                                                   |  |  |  |  |  |  |  |  |  |  |  |  |
|  | 5. Élisabeth de Saxe (1830-1912)                  |  |  |  |  |  |  |  |  |  |  |  |  |
|  |                                                   |  |  |  |  |  |  |  |  |  |  |  |  |
|  |                                                   |  |  |  |  |  |  |  |  |  |  |  |  |
|  | 11. Amélie de Bavière                             |  |  |  |  |  |  |  |  |  |  |  |  |
|  |                                                   |  |  |  |  |  |  |  |  |  |  |  |  |
|  |                                                   |  |  |  |  |  |  |  |  |  |  |  |  |
|  | 1. Philibert de Savoie-Gênes                      |  |  |  |  |  |  |  |  |  |  |  |  |
|  |                                                   |  |  |  |  |  |  |  |  |  |  |  |  |
|  |                                                   |  |  |  |  |  |  |  |  |  |  |  |  |
|  | 12. Louis Ier (roi de Bavière)                    |  |  |  |  |  |  |  |  |  |  |  |  |
|  |                                                   |  |  |  |  |  |  |  |  |  |  |  |  |
|  |                                                   |  |  |  |  |  |  |  |  |  |  |  |  |
|  | 6. Adalbert de Bavière                            |  |  |  |  |  |  |  |  |  |  |  |  |
|  |                                                   |  |  |  |  |  |  |  |  |  |  |  |  |
|  |                                                   |  |  |  |  |  |  |  |  |  |  |  |  |
|  | 13. Thérèse de Saxe-Hildburghausen                |  |  |  |  |  |  |  |  |  |  |  |  |
|  |                                                   |  |  |  |  |  |  |  |  |  |  |  |  |
|  |                                                   |  |  |  |  |  |  |  |  |  |  |  |  |
|  | 3. Élisabeth de Bavière (1863-1924)               |  |  |  |  |  |  |  |  |  |  |  |  |
|  |                                                   |  |  |  |  |  |  |  |  |  |  |  |  |
|  |                                                   |  |  |  |  |  |  |  |  |  |  |  |  |
|  | 14. François de Paule de Bourbon (1794-1865)      |  |  |  |  |  |  |  |  |  |  |  |  |
|  |                                                   |  |  |  |  |  |  |  |  |  |  |  |  |
|  |                                                   |  |  |  |  |  |  |  |  |  |  |  |  |
|  | 7. Amélie d'Espagne                               |  |  |  |  |  |  |  |  |  |  |  |  |
|  |                                                   |  |  |  |  |  |  |  |  |  |  |  |  |
|  |                                                   |  |  |  |  |  |  |  |  |  |  |  |  |
|  | 15. Louise-Charlotte de Bourbon-Siciles           |  |  |  |  |  |  |  |  |  |  |  |  |
|  |                                                   |  |  |  |  |  |  |  |  |  |  |  |  |
|  |                                                   |  |  |  |  |  |  |  |  |  |  |  |  |